# Spider-Man 2099
Spider-Man 2099 es un personaje de superhéroe ficticio que aparece en los cómics estadounidenses publicados por Marvel Comics. El personaje fue creado por Peter David y Rick Leonardi en 1992 para la línea de cómics Marvel 2099, y es una reinvención futurista de su homónimo creado por Stan Lee y Steve Ditko. Su verdadera identidad es Miguel O'Hara, un genetista irlandés-mexicano que vive en Nueva York en el año 2099 y quien intenta recrear las habilidades del original Spider-Man en otras personas y luego sufre un accidente que hace que la mitad de su ADN se reescriba con el código genético de una araña.
El personaje ha aparecido en numerosas adaptaciones de medios, mientras que hizo su debut cinematográfico en la película animada Spider-Man: Into the Spider-Verse (2018), donde Oscar Isaac le dio voz en la escena poscréditos de la película. El personaje también aparece en la secuela de la película, Spider-Man: Across the Spider-Verse (2023), con Isaac retomando el papel.

## Publicación
Se mostró un adelanto de cinco páginas de la serie en el número 365 de la colección The Amazing Spider-Man, con fecha de portada de agosto de 1992, que conmemoraba el 30 aniversario de la publicación de las aventuras de Spider-Man.
Pero el primer número propiamente dicho, se publicó en Estados Unidos con fecha de noviembre de 1992. La serie siguió durante cuatro años, siendo el número 46 con fecha de agosto de 1996 el último en publicarse. La serie contó además con dos números especiales al margen de la numeración normal: Un Annual, en el año 1994, y un Special, en el año 1995.

### España
En España su publicación corrió a cargo de Planeta DeAgostini, a través de su filial Cómics Fórum. Con el título Spiderman 2099 editó los catorce primeros números de la colección en una serie limitada de 12 entregas, desde febrero de 1994 hasta enero de 1995.
Con fecha de ese mismo mes, enero de 1995, se continuó su publicación, desde el número 17 original, a lo largo de 14 tomos con el nombre Marvel 2099, junto con los cómics Punisher 2099, Doom 2099 y Ravage 2099. Los números 15 y 16 de la edición original vieron la luz en los números 1 y 2 de la serie limitada La Caída del Martillo, en julio y agosto de 1994 respectivamente. En marzo de 1996 Cómics Fórum retomó el formato de cómic-book para esta serie y sacó a la venta en España el primer número del segundo volumen de la colección, con el número 31 de la edición estadounidense. Esta vez, el título de la serie fue el mismo que en el original: Spider-Man 2099. Las aventuras de Spiderman en el año 2099 dentro de su propio cómic terminaron en España en el número 16 de este segundo volumen, que incluía el número 46 norteamericano. Cómics Fórum publicó en diciembre de 1995 el "Annual" norteamericano de 1994 y en septiembre de 1996, el "Special" de 1995, al margen de la numeración habitual de la serie.

### Visionado
1- The Amazing Spider-Man # 365 (adelanto de 5 pág.)
2- Spiderman 2099 VOL 1 (12 números) [1-14 en EE. UU.]
4- La Caída del Martillo 1 y 2 [15-16 en EE. UU.]
5- Marvel 2099 (14 números) [17-31 en EE. UU.]
6- Spider-Man 2099 VOL 2 (16 números) [18-46 en EE. UU.]
7- Spider-Man 2099 Anual
8- Spider-Man 2099 Especial
9- Spider-Man 2099 y Spider-Man (Este es un capítulo aparte de la serie Spider-Man 2099, en el que el héroe arácnido del siglo XX se encuentra con el del año 2099)
10- Superior Spider-Man #17, #18 y #19 (story-arc supuestamente en el 2099, para el protagonista del 616)

## Trama

### Origen
Miguel O'Hara es un joven científico de ascendencia irlandesa y mexicana que trabaja para la corporación Alchemax en un proyecto para crear seres humanos mejorados genéticamente, inspirándose en las habilidades del Spider-Man del siglo XX. Pese a su oposición a realizar pruebas en humanos en una fase tan temprana de sus investigaciones, la empresa le presiona para que demuestre sus avances con un voluntario, un reo condenado a 40 años de cárcel. Tal y como temía Miguel, el preso se transforma en un ser deforme que, aunque posee una gran fuerza, muere instantes después de que su estructura genética haya sido alterada. Tras este hecho, Miguel presenta la dimisión ante su jefe, Tyler Stone. Este intenta persuadirle, intoxicándole con Éxtasis líquido sin que lo sepa. Así, Stone le hace saber que desde ese momento es adicto a dicha sustancia, y que su corporación es la única distribuidora legal de la misma, por lo cual debería reconsiderar su idea de marcharse. En un intento de librarse de la adicción a la droga, Miguel se cuela por la noche en su laboratorio para modificar su estructura genética y eliminar el Éxtasis de su organismo. Entonces, Áaron Delgado, un colega de laboratorio, envidioso de su trabajo y harto de los ultrajes a los que le sometía Miguel, altera los parámetros del ADN que había introducido Miguel y los mezcla con el ADN del proyecto para crear súper humanos con poderes similares a Spider-Man. Al ser manipulado el sistema, tiene lugar una explosión y de entre el humo surge Miguel luciendo unas garras y unos colmillos amenazadores. Áaron, presa del pánico, comienza a dispararle causando otra explosión, esta vez mayor. La fuerza de ésta le arroja al vacío y aunque Miguel le agarra en el último instante, no puede evitar que caiga. Miguel logra huir de las fuerzas del orden ("El Ojo Público") gracias a sus nuevas habilidades y la ayuda de un admirador de Thor, que le proporciona un pedazo de tela que le permite planear.
Ya en su hogar, gracias a su visión mejorada, puede ver cómo se acerca a su piso Venture, un cyborg contratado por Alchemax para investigar lo sucedido en el laboratorio. Temiendo que pueda llegar hasta su casa y averiguar que estuvo implicado en la explosión del laboratorio, Miguel se enfunda la única ropa que no puede romper con sus garras, un disfraz del Día de Muertos de México y adhiere el trozo de tela que le entregó el seguidor de Thor a su espalda. De esta manera, se enfrenta a Venture alejándolo de su casa para proteger su identidad. Se desencadena una pelea por toda la ciudad mientras Miguel va desarrollando sus habilidades y descubriendo otras nuevas, como que sus antebrazos pueden generar y lanzar telas de araña.
Aunque la batalla se decanta a favor de Miguel, este se encuentra ahora perseguido por "El Ojo Público", investigado por Alchemax y con su vida destrozada. Intentará arreglar la situación y vengarse de Tyler Stone y Alchemax, adoptando el papel de Spiderman en esta época.
Miguel pasa por varias aventuras, entre estas reencontrarse con su hermano Gabriel O'Shea, salvar en un par de ocasiones la Tierra 616 y el 2099 con el Spider-Man original y descubrir que Tyler Stone es su verdadero padre y que su madre tuvo relaciones con él antes de casarse, pero que se quedó con Miguel como un O'Shea y no como Stone. Y su accidente/origen de Spider-Man 2099 no tenía sentido ya que descubrió que Stone lo engañó con droga falsa para que creyera que era adicto a ella.
Además, obtiene un programa inteligente al que llama Lyla, con aspecto de mujer. Este programa le ayuda a cambiar de traje con tecnología holográfica para que parezca normal ya que él no puede quitarse su traje.
Tras el cambio destructor de Age of Ultron, Tyler Stone desaparece dado que su padre, Tiberius Stone iba a morir en el 2013, destruyendo a Tyler y por consecuente, pronto a Miguel. Miguel viaja al pasado-presente en la Tierra-616. Al intentar proteger a Stone abuelo, Miguel se encuentra con The Superior Spider-Man, quien busca destruir a Stone abuelo y ambos luchan hasta que Tiberius activa un detonador de spider-sense dejando débil a Otto y Miguel llevándose a Tiberius. Miguel intenta cambiar su historia cuando se entera de que Horizon Lab's explotará y se convertirá en la malvada Alchemax, pero Superior Spider-Man se interpone y la historia sigue igual. Tyler se recupera en el futuro y destruye la máquina del tiempo dejando atrapado a Miguel en la Era Heroica.

## Poderes y Habilidades

### Descripción
Como Spider-Man, Miguel O´Hara lleva un disfraz del Día de Muertos de México realizado con moléculas inestables, lo cual le hace irrompible. El disfraz posee unos espolones en los antebrazos y es originalmente negro (usualmente confundido con azul dado que este color es usado por algunos artistas para las áreas con brillo en los material de color negro) cambiado a azul en versiones recientes del personaje, con líneas rojas en el pecho y máscara que forman un dibujo mezcla de calavera y araña.
En su espalda lleva adherida un trozo de tela que le permite planear.

### Poderes
- Miguel O'Hara posee la fuerza y agilidad proporcionales a las de una araña.

- Tiene unas garras en las yemas de los dedos que puede contraer a voluntad y que le permiten trepar y dañar a sus enemigos.

- Sus antebrazos generan telas de araña que le permiten alcanzar lugares inaccesibles, columpiarse a grandes distancias, y atacar a sus enemigos, inmovilizándolos o cegándolos.

- Goza de una visión mejorada, pudiendo ver con claridad a grandes distancias y la acción que se desarrolla a su alrededor ralentizada. En el videojuego "Spiderman: Shattered Dimensions" esto se mejora a una visión "acelerada" que hace que todo vaya más lento, o que él se mueva más rápido

- Posee unos colmillos algo más desarrollados que los de un humano normal, con los cuales puede inocular un veneno paralizante.

### Debilidades
- Es muy sensible a la luz directa.
- A diferencia del Spider-Man original, Miguel no posee sentido arácnido, pero ha desarrollado algo similar.

## En otros medios

### Televisión
- Una serie animada de Spider-Man 2099 estaba en desarrollo en 1999. Sin embargo, no tenía conexiones con los personajes secundarios de Spider-Man y luego se archivó a favor de Spider-Man Unlimited.
- Aparece en la serie de Ultimate Spider-Man: Web Warriors, con la voz de Freddy Rodríguez, en la historia de cuatro partes "El Univers-Araña", marcando su primera aparición animada. En esta versión, Spider-Man 2099 posee un "sentido araña" como el original Spider-Man. Además, el primer segmento que lo presenta está exclusivamente animado en CGI, a diferencia de la animación cel-shaded habitual de la serie (aunque, durante la cuarta parte, Spider-Man 2099 tiene cel-shaded)[7]
  - En el episodio 10, "El Univers-Araña" Pt. 1, el Duende Verde usa un dispositivo conocido como Sitio Peligroso, usando a Electro como una fuente de poder viviente, para viajar a una dimensión futurista que tiene lugar en el año 2099 para encontrar al Spider-Man de ese universo, con el fin de robar su ADN. Sin embargo, el Spider-Man de su universo, Spider-Man, también llega a la dimensión. Spider-Man se sorprende de la avanzada y futurista ciudad de Nueva York, antes de darse cuenta de un robo en Alchemax por drones robóticos. Spider-Man lucha y derrota a todos menos uno. Sin embargo, un Spider-Man vestido con un traje azul metálico entra y destroza al robot justo cuando está a punto de atacar a Spider-Man. Spider-Man está asombrado con el disfraz de Spider-Man 2099, solo para que este último lo ataque. Miguel le pregunta a Peter si él es un androide o un clon, lo que Spider-Man rechaza, diciendo que él es una contraparte. Spider-Man 2099 no está convencido y continúa atacando a Spider-Man. Peter continúa tratando de convencer a Miguel de que él es una contraparte. Miguel finalmente cede, diciéndole a Peter que "no sabe quién pretendes ser". Él le dice a Peter que " Spider-Man" es solo una leyenda que alguien intenta recrear... sin éxito ". Sin embargo, son atacados por el Duende Verde. Spider-Man y Spider-Man 2099 luchan contra el Duende, aunque no logran evitar que robe una muestra de sangre de Miguel. Habiendo obtenido lo que buscaba en el futuro, el Duende lanzamisiles al nivel superior del edificio para distraer a los Spider-Man antes de abrir otro portal de tiempo para escapar. Spider-Man y Spider-Man 2099 lo detuvieron entrelazando sus redes en para hacer un cable lo suficientemente fuerte como para evitar que el edificio colapse. Miguel le agradece a Peter por ayudarlo, y Peter le dice que Nueva York siempre necesitará un Spider-Man para protegerlo, y los dos se despiden el uno al otro.
  - En el episodio 13, "El Univers-Araña", Pt. 4, convocado por Spider-Man, junto a otros Spider-Man alternativos, Spider-Man Noir, Spider-Knight, Spider-Girl, Spider-Ham y Ultimate Spider-Man para formar a la Red de Guerreros para combatir a Spider-Goblin, una forma arácnida del Duende causada por inyectarse un suero compuesto de cada ADN de Spider-Man. La Red de Guerreros luchan contra Spider-Goblin, y con la ayuda de Electro, logran eliminarlo, convirtiéndolo de nuevo en Norman Osborn. Sin embargo, Electro los traiciona, fundiéndose con el Helicarrier, transformándolo en un mecha de batalla masivo. La Red de Guerreros distraen a Electro mientras que Spider-Girl y Spider-Ham logran cerrar el Helicarrier. Después de que Spider-Man derrota a Electro, Spider-Man 2099 regresa a su dimensión, junto con el resto de la Red de Guerreros.

### Películas
- Spider-Man 2099 aparece en Spider-Man: Un nuevo universo (2018), con la voz de Oscar Isaac.[8] Él hace una aparición en la escena poscréditos de la película, junto con su AI Lyla, donde aprende de ella sobre los eventos que han ocurrido durante la película. Luego decide usar su nuevo dispositivo en el que ha estado trabajando: un reloj que le permite viajar a diferentes dimensiones por capricho. Decide usarlo para "volver al principio" (Tierra-67), que se revela como un universo basado en la caricatura de Spider-Man de 1967 e inmediatamente se mete en una discusión con Spider-Man de ese universo. El estilo y el tema de la escena hace referencia al popular meme de Spider-Man apuntando a otro Spider-Man.
- Spider-Man 2099 aparece nuevamente en Spider-Man: Across the Spider-Verse (2023), basada en el personaje de Marvel Comics, Miles Morales, y secuela de Spider-Man: Un nuevo universo, nuevamente con la voz de Oscar Isaac.[9] Esta versión tiene la tarea de proteger el multiverso de amenazas graves y forma la "Sociedad Araña" en su Tierra para monitorear cualquier amenaza a otros universos. Entra en conflicto con Miles Morales, debido a que Miles desató a la Mancha en el multiverso y por intentar evitar la muerte de su padre, que es un evento "canónico" necesario. Cuando Miles cuestiona el impacto que tienen las anomalías en el canon, Miguel revela que una vez terminó accidentalmente un universo cuando se hizo cargo de la vida de una versión alternativa de sí mismo que tenía una familia pero murió joven. Dirige la Sociedad Araña en busca de Miles para evitar que interrumpa los eventos canónicos y ponga en peligro aún más el multiverso.

### Videojuegos
- Marvel 2099: Una nación bajo Doom, es un juego de desplazamiento lateral en 2D con personajes en 3D basado en el cómic "una nación bajo Doom". Spider-Man 2099 era un personaje jugable en el videojuego desarrollado por Mindscape para la PlayStation, pero fue cancelado.[10]
- Spider-Man 2099 es un personaje jugable en el videojuego Marvel Super Hero Squad.
- Spider-Man 2099 es un personaje jugable de Marvel Super Hero Squad Online con la voz de Yuri Lowenthal.
- Spider-Man 2099 también es un disfraz desbloqueable de Wii para Spider-Man: Web of Shadows al completar 50 eventos en la ciudad.
- Es Personaje Jugable en el juego para andorid Marvel Future Fight.
- Spider-Man 2099 es un personaje jugable en el juego móvil Marvel Contest of Champions, de Kabam.
- Spider-Man 2099 es un personaje jugable en Spider-Man: Edge of Time.
- Spider-Man 2099 es un personaje jugable en LEGO Marvel Super Heroes 2.
- Spider-Man 2099 es una de las cuatro versiones de Spider-Man presentadas como protagonistas jugables en Spider-Man: Shattered Dimensions.
- Los trajes negros y blancos de Spider-Man 2099 se presentan en Spider-Man (2018).